# José Antonio Porcel
José Antonio Porcel y Salablanca (Granada, septiembre de 1715-Granada, 21 de enero de 1794) fue un poeta español.

## Biografía
Era hijo bastardo de Fernando Porcel Menchaca, en cuya casa se crio con el nombre de José Antonio Sánchez del Olmo. Sus mocedades transcurrieron en los salones de la nobleza granadina y en ellos debió conocer al que se convertiría con el tiempo en su gran amigo y protector Alonso Verdugo, conde de Torrepalma, también poeta.
Seguramente su bastardía condicionó la elección de la carrera eclesiástica. José Antonio estudió en el Colegio del Sacro Monte, epicentro de la vida intelectual granadina en aquella época. Probablemente terminó sus estudios en 1737 o 1738. Entre 1738 y 1748 asistió a las sesiones de la granadina Academia del Trípode.
Los últimos años de la década de 1740 debieron ser cruciales en la vida del poeta. Su padre, tal vez merced a las gestiones de Torrepalma, le reconoció, con lo que el poeta comenzó de inmediato a usar el apellido Porcel. Poseedor ya de una identidad ilustre, acompaña en la Corte en calidad de capellán a Torrepalma, quien lo introduce en la buena sociedad y en las recientemente creadas Real Academia de la Historia y Real Academia Española.
Entre 1749 y 1751 asiste a las sesiones de la madrileña Academia del Buen Gusto. Por primera vez surge la idea de publicar sus poemas. Es Eugenio Gerardo Lobo quien propone la impresión de su obra, pero su repentina muerte en agosto de 1750 desbarata el proyecto. En 1750, escribe un romance a Torrepalma, que se hallaba en Ciempozuelos llorando la muerte de su primogénito Pedro Antonio (acaecida en algún momento entre el 7 y el 14 de mayo de 1750). Torrepalma escribe otro en respuesta. En 1751, copia el ms. 16 de BGor.
A mediados de 1751 el poeta regresa a su ciudad natal, convertido en canónigo de la parroquia de El Salvador. Pronto alcanzó fama como orador sagrado. Fueron, por ejemplo, muy celebrados, los sermones que predicó en la inauguración del barroco templo de San Juan de Dios. Su celebridad provoca que el cabildo decida que Porcel se haga cargo de escribir los versos tradicionales que conmemoraban el Corpus anualmente.
Se estableció en el barrio que circundaba la parroquia de San Pedro, donde, por cierto, se encuentra el panteón familiar de los condes de Torrepalma. Compartió vivienda con Alonso Dalda, antiguo académico del Trípode y traductor de Milton en estos días, hasta 1758, fecha en que fallece.
1764 debió ser un año feliz para Porcel. En efecto, en este año se produce el reencuentro entre el poeta granadino y su antiguo protector, a quien sus labores diplomáticas habían mantenido fuera de la Península. El año siguiente, en cambio, debió ser un año triste. Los autos sacramentales del Corpus, que entusiasmaban a Porcel, fueron prohibidos el 11 de junio. Además, el poeta se vio en la obligación de leer un sermón fúnebre en las exequias del marqués de los Trujillos, tío de Alonso Verdugo.
En 1771 ingresa en la Sociedad Económica de Amigos del País de Granada y el 21 de enero de 1794 muere en esa ciudad.

## Obra
Imitó a Garcilaso de la Vega, pero utilizó un lenguaje aún barroco, si bien de sintaxis más regular. Compuso, aparte de algunos versos cortesanos y de circunstancias:
- El Adonis.
- La Fábula de Acteón y Diana.

En los últimos meses de 1737 o, a lo sumo, en enero de 1738, redactó Porcel este divertimento. Según parece, el Trípode había encomendado por estos días a sus miembros la escritura de parodias mitológicas. Había un curioso requisito: los académicos debían rematar sus poemas con un soneto de intención moral. De este ejercicio conservamos dos textos. El conde de Torrepalma presentó una Fábula de Pan y Siringa todavía inédita, y José Antonio Porcel presentó esta Fábula de Acteón y Diana.
- La Fábula de Alfeo y Aretusa.

La Fábula de Alfeo y Aretusa fue escrita, según parece, muy al principio de la década de los cincuenta. Si, como quería Cossío, hay en Alfeo y Aretusa una evidente influencia de la Fábula de Genil de Pedro Espinosa, y los versos 81-84 son un buen argumento a favor , el poema no puede ser anterior a 1750. En una de las sesiones de la madrileña Academia del Buen Gusto, Blas Antonio Nasarre, neoclásico superficial (Nicolás Marín), tuvo la ocurrencia de leer en público y atribuirse el poema de Espinosa. La lectura quedó en el caletre de Porcel, quien escribía poco después a su amigo Torrepalma:
Tan dulcemente el Amuso
cantó de Genil las aguas,
que lo pensé Garcilaso
viendo que en su vega canta.
Crédulo como el que más, el granadino insistía en su aún inédito Juicio lunático, leído el 1 de octubre de 1750 en el mismo club: “El estilo de esta obra, el modo de manejar los pensamientos, la prodigiosa fecundidad y viveza de las expresiones y pinturas, no me parecen de este siglo, sino de los principios del pasado”. El pobre hombre reparó finalmente en el engaño y tuvo ocasión de apostillar en uno de los manuscritos: “Con efecto [i.e.: en efecto], era obra de un autor del siglo pasado”. 
Consta de veintiuna octavas y está dedicada a Francisco Rodríguez de Arellano, “que aman las Musas y prohija Astrea” (verso 10), alcalde (es decir, juez) del crimen en la Real Audiencia de Barcelona. 
El poema sigue el hilo del libro quinto de las Transformaciones de Ovidio.
La influencia de Góngora, como en el resto de la obra poética de Porcel, es patente. A veces se trata de imitación directa (nótese que los versos 111-112 retraen el verso 392 de Polifemo ); a veces se trata de un “gongorema” ya presente en la Fábula de Espinosa, como el eco del canto del cíclope, “interpretado a lo acuático”, de los versos 105-110. 
“La fábula, dentro de sus reducidas proporciones, es excelente”, opinaba Cossío, y, desde luego, Alfeo y Aretusa es probablemente el poema más notable de José Antonio Porcel.
- A la hermosura, pudor, susto y libertad de Andrómaca, expuesta al monstruo marino.

- Otros poemas.
- Porcel y no Torrepalma, como creía Cueto, es el autor de un incompleto poema, el Juicio Final, que Joaquín Arce considera “vagamente prerromántico”.

Su interés por el detalle y lo íntimo relaciona ya a este poeta con la estética rococó.